# 尹熙水
尹熙水（1991年8月12日—），汉族，中国歌手，2013年参加湖南卫视《中国最强音》并获得章子怡青睐成为其组员，最终获得全国年度第六名而备受关注和欢迎，现为当然娱乐公司签约歌手。

## 主要经历
- 1991年 出生于辽宁省大连市一个普通家庭（其父母均是大连市一家拉面馆老板）；
- 2013年 参加湖南卫视《中国最强音》获章子怡认可并纳入其组下[1]，最终并获得全国年度第六名，深受当红女星杨幂支持[2]；同年9月签约当然娱乐唱片公司；
- 2014年 发行单曲《自由飞翔》[3]《拥抱的理由》[4]等。

## 音乐作品

### 单曲
未收录在其专辑里的单曲
| 发行日期 | 歌曲名稱                       | 所屬專輯、备注                 |
| -------- | ------------------------------ | ------------------------------ |
| 2013     | 《自由飞翔》                   | 电影《非常幸运》同名主题曲     |
| 2014     | 《拥抱的理由》                 | 电视剧《因为爱情有多美》片头曲 |
| 2014     | 《回家的路》（曾一鸣VS金贵晟） |                                |

## 影视作品
- 2014年 电视剧《人生需要揭穿》客串[6]
- 2014年 电视剧《因为爱情有奇迹》

## 话剧
- 2014年 话剧《爱笑会议室》客串[7]